# Messina Centrale
Messina Centrale (włoski: Stazione di Messina Centrale) – stacja kolejowa w Mesynie, na Sycylii, we Włoszech. Jest jedną z najważniejszych sycylijskich stacji kolejowych. Znajduje się tu 5 peronów.

## Historia
W dniu 12 grudnia 1866 miała miejsce inauguracja pierwszego odcinka, Mesyna-Taormina do Giardini, dokonane przez Spółkę Vittorio Emanuele, linii kolejowej do Katanii. Ze względu na trudności ekonomiczne przedsiębiorstwa kolejowego, który w 1885 przejąło przedsiębiorstwo Sicula, ale trzeba było czekać do 20 czerwca 1889, data otwarcia pierwszego odcinka Mesyna-San Filippo del Mela do Palermo, ponieważ związane było to z budową linii do dworca kolejowego w Porcie Mesyna. Kolej była poważnie zniszczona w wyniku trzęsieniu ziemi w Messynie w 1908 roku i później odbudowana.
Nowa stacja kolejowa Messina Centrale została zbudowana w 1939, zamiast poprzedniego, zaprojektowana przez Mazzoni, w stylu typowym dla faszystowskich budynków publicznych, z dużymi pokojami. Do stacji przylega stacja Messina Marittima budowana między 1937 a 1939 r.